# Pegmatite Point
Der Pegmatite Point ist eine auffällig gebänderte Landspitze an der Amundsen-Küste der antarktischen Ross Dependency. In den Duncan Mountains ragt sie 11 km ostnordöstlich des Mount Fairweather in das Ross-Schelfeis.
Grobe Vermessungen und Luftaufnahmen der US-amerikanischen Byrd Antarctic Expedition (1928–1930) dienten ihrer Kartierung. Die Südgruppe einer von 1963 bis 1964 durchgeführten Kampagne im Rahmen der New Zealand Geological Survey Antarctic Expedition nahm die Benennung vor. Namensgebend sind die reichen Vorkommen von Pegmatit.